# Rapid Fire – Der Tag ohne Wiederkehr
Rapid Fire – Tag ohne Wiederkehr ist ein amerikanischer Actionfilm aus dem Jahr 2006 auf der Grundlage wahrer Begebenheiten.

## Handlung
In Norco, Kalifornien planen vier paramilitärisch organisierte Rednecks, die ortseigene Bank der 25.000 Einwohnerstadt zu überfallen. Dazu schaffen sie sich jede Menge Waffen und Munition sowie einen Pick Up an. Der Film zeigt zuerst diese Planung des Überfalls in einem Rückblick, bevor er in den Banküberfall einsteigt. Der Überfall läuft für die schwerbewaffneten Verbrecher ohne große Probleme, doch als sie die Bank verlassen, trifft ein erster Streifenwagen der Polizei ein. Dem Polizisten gelingt es, die Ausfahrt zu blockieren und den Fluchtwagenfahrer zu erschießen. Doch die Polizei ist den drei übrigen Verbrechern hoffnungslos unterlegen, da die Verbrecher im Gegensatz zur Polizei schwerbewaffnet sind. Auf einem Jeep gelingt es ihnen zunächst zu entkommen, dabei zerstören sie einige Streifenwagen der Polizei von Norco. Auch mehrere Polizisten werden von ihnen angeschossen. Die Verbrecher setzen ihren Plan um und fahren in die nahegelegenen Wälder, wo sie sich in einer geheimen Höhle verstecken wollen. Im Wald angekommen, gelingt es ihnen auch noch, einen Helikopter der Polizei schwer zu beschädigen. Doch den wenigen anderen unversehrten Polizisten kommt nun ein SWAT-Team zur Verstärkung. Diesen gelingt es, alle drei Verbrecher mit Hilfe eines einheimischen Polizisten zu stellen. Einer von ihnen wird erschossen; auch ein Polizist kommt ums Leben.

## Hintergrund
Der Film ist eine Verfilmung des Banküberfalls von Norco aus dem Jahr 1980. Am 9. Mai 1980 überfielen fünf schwerbewaffnete Räuber die Bank in Norco. Unter anderem hatten sie Maschinengewehre und Handgranaten. Auf ihrer Flucht durch Norco zerstörten sie 33 Polizeiwagen, acht Polizisten wurden verletzt, einer getötet. Sie verbrauchten 20.000 Schuss Munition. Zudem zerstörten sie einen Polizeihubschrauber. Zwei der fünf Räuber wurden getötet, die anderen drei wurden verhaftet und zu lebenslanger Haft verurteilt.

## DVD
Der Film erschien am 7. März 2007 auf DVD, Leihstart in den Videotheken war Anfang Februar desselben Jahres.